# Alcis praepicta
Alcis praepicta là một loài bướm đêm trong họ Geometridae.